# Simodactylus tawauensis
Simodactylus tawauensis is een keversoort uit de familie kniptorren (Elateridae). De wetenschappelijke naam van de soort is voor het eerst geldig gepubliceerd in 1973 door Ôhira.